# Lophorrhachia rubricorpus
Lophorrhachia rubricorpus är en fjärilsart som beskrevs av W. Warren 1898. Lophorrhachia rubricorpus ingår i släktet Lophorrhachia och familjen mätare. Inga underarter finns listade i Catalogue of Life.